# روجر مونكلن
روجر مونكلن (بالفرنسية: Roger Monclin) (وُلد بتاريخ 31 يناير عام 1903، وتُوفي 26 يوليو عام 1985)، كان من دعاة السلام الفرنسيين ومن اللاسلطويين. كان محررًا لمجلة الموطن البشري (بالفرنسية La Patrie Humaine) السلمية في سنوات ما بين الحرب. اشتُهر بكتابه البائسون في الحرب الذي أظهر فيه معاناة الجنود العاديين خلال الحرب العالمية الأولى (1914-1918) الذين أُجبروا على القتال في ظروف قاسية وصعبة.

## حياته
ولد روجر مونكلن في 31 يناير عام 1903 في مدينة رانس الواقعة في إقليم المارن الفرنسي. ترك المدرسة مبكرًا وأصبح مندوبًا متجولًا في تجارة العطور. التقى مع الصحفي فيكتور ميريك وانضم إلى اتحاد المقاتلين من أجل السلام الذي أسسه ميريك عام 1929. في عام 1931، كان من بين مؤسسي المجلة السلمية والمعارضة لاستعمال القوة العسكرية والحرب الموطن البشري. أصبح مديرًا للمجلة، وشارك في تحريرها مع الصحفي روبرت تورلي منذ وفاة ميريك في عام 1933 وحتى عام 1939. هاجم مونكلن السياسات العسكرية وتجار الأسلحة وما تُسمى بجرائم «العدالة» العسكرية في كلامه ومقالاته. في 14 ديسمبر عام 1934، عُقد مؤتمر حول الجرائم الكبرى للعدالة العسكرية برئاسة لويس بوتيز، وكان من بين المتحدثين مونكلن ولويس لوريال. أُرفِق برنامج المؤتمر بتقرير وقُدم للشرطة في اليوم التالي.
ظهر كتاب مونكلن البائسون في الحرب عام 1934، وكان من بين الكتب المسالمة التي نُشرت في ذلك الوقت. يتحدث الكتاب عن قصص 17 من المجندين الذين أُصيبوا بإطلاق النار خلال الحرب العالمية الأولى.
في شهر أغسطس عام 1939، وقبل أيام قليلة من بدء الحرب العالمية الثانية (1939-1945)، غادر مونكلن فرنسا مع اثنين من أصدقائه إلى بلجيكا، ثم ذهبوا إلى النرويج والسويد. وفي شتاء 1939-1940، أخفاهم نشطاء سلام في كوخ في الغابة. في مايو عام 1940، اعتُقل مونكلن واحُتجز في معسكر في السويد حتى شهر أكتوبر عام 1942. سُمح له بالعودة إلى باريس، وهناك عانى من المضايقات من قبل الشرطة وأفراد الجيستابو «البوليس السري الألماني». انضم إلى اتحاد المراجعين في عام 1943 بمساعدة الناشط لويس لوفيت، وعمل في وظائف مختلفة مثل الصحافة وكبائع متجول. سُجن من شهر سبتمبر عام 1943 إلى شهر فبراير عام 1944.
بعد الحرب، عمل مونكلن لجريدة الدفاع عن الإنسان، وكان ناشطًا في اتحاد السلام في فرنسا، إذ كان من بين مؤسسيه في عام 1961 مع كل من روبرت جوسبان وريموند روجيو ولويس ليكوين وجان غوشن وآخرين. من عام 1968 إلى عام 1982، أصدر أندريه أرو مع أعضاء مجموعة فرانسيسك فيرير التفكير الحر في بوش دي رون. كان مونكلن من بين المساهمين في هذه المجلة، مع كل من تشارلز أوغست بونتيمبس وجيوفاني بالديلي. توفي روجر مونكلن في 26 يوليو عام 1985 في بلدة سان لاورينت دو فار في إقليم الألب البحرية.

## المنشورات
- مونكلن، روجر (1934). Les damnés de la guerre (جرائم الحرب والعدالة العسكرية 1914-1918). باريس: ميغنولف وستورز. الصفحة 169. أُعيد إصداره عام 1978 من قبل اتحاد محبي السلام الفرنسيين.
- مونكلن، روجر (1934). Les crimes des conseils de guerre (جرائم المحاكمات العسكرية).
- مونكلن، روجر (1962). غاستون كوتي: (1880-1911) القصيدة الملعونة poète maudit من مجموعة La Pensée et l'Action. الصفحة 51.